# Pacman (gestore di pacchetti)
Pacman è un sistema di gestione dei pacchetti utilizzato nella distribuzione GNU/Linux Arch Linux, creato dallo stesso ideatore della distribuzione, Judd Vinet e successivamente adottato anche da altre distribuzioni.

## Caratteristiche
Pacman è in grado di risolvere le dipendenze in modo automatico scaricando e installando tutti i pacchetti necessari. Teoricamente un utente, con un solo comando, è in grado di aggiornare l'intero sistema operativo.
I pacchetti utilizzati da esso sono files compressi in formato tar, ed ognuno di questi archivi contiene files (che possono essere binari o meno), metadati ed una struttura di directories. I pacchetti sono compilati con il programma makepkg utilizzato dalla distribuzione, che allo scopo cerca degli script bash, detti PKGBUILD. Entrambi gli elementi sono contenuti nei pacchetti.
È ugualmente possibile utilizzare file già memorizzati sul computer; tutto questo dipendentemente dalla configurazione di Pacman che mette a disposizione un'opzione specifica per lo scopo (-U). Inoltre è possibile utilizzare anche l'Arch Linux Build System (ABS) per creare i pacchetti per Pacman.

## Utilizzo nelle distribuzioni
Pacman, oltre che su Arch Linux, è utilizzato anche da Frugalware, e da diverse distribuzioni basate su Arch come ad esempio Manjaro Linux, Chakra e Parabola GNU/Linux-libre.